# 陈行水库
陈行水库位于中国上海市宝山区罗泾镇的东部长江江堤外侧。水库呈矩形。东傍新川沙河口，西连宝山湖（宝钢水库），是上海市四大饮用水水源之一。总面积135万平方米，有效库容为950万立方米，供水规模为206万立方米/日。

## 历史
陈行水库建于20世纪90年代初，它的建设结束了上海以黄浦江为唯一饮用水源的历史。

## 功用
陈行水库是上海市的四大饮水水源之一，陈行水库向月浦水厂、罗泾水厂、泰和水厂、吴淞水厂、闸北水厂、嘉北水厂、永胜水厂、嘉定水厂、安亭水厂供应原水，主要为嘉定区、宝山区，以及浦西市区苏州河以北地区居民服务。

## 未来发展
陈行水库未来将与青草沙水库通过联通管相连，以此进一步改善水质，并增加350万立方米/日左右的原水供应量。